# Ohad Naharin
Ohad Naharin (hebr. אוהד נהרין, ur. 1952 w kibucu Mizra w Izraelu) – izraelski tancerz, choreograf i muzyk.

## Życiorys
Urodził się w bardzo twórczym domu. Jego matka była nauczycielką tańca, a ojciec pracował jako psycholog, w przeszłości zajmował się aktorstwem. Naharin od dziecka wykazywał zainteresowania artystyczne- malował, tworzył muzykę i pisał opowiadania. Naukę tańca rozpoczął bardzo późno, dołączając w wieku 22 lat do Batsheva Dance Company. W 1975 r. Naharin wyjechał na naukę tańca do Nowego Jorku, uczęszczając m.in. do Juilliard School oraz The School of American Ballet. W Nowym Jorku pozostał do 1990, przygotowując liczne choreografie dla tamtejszych zespołów tanecznych.
W 1990 Naharin powrócił do Izraela i objął stanowisko dyrektora artystycznego Batsheva Dance Company Pod jego przewodnictwem zespół nabrał międzynarodowego charakteru i zdobył pozycję jednej z najlepszych grup tanecznych Izraela. Dzięki swojemu muzycznemu wykształceniu Naharin tworzył również muzykę do niektórych spektakli Batshevy.
Ohad Naharin jest twórcą innowacyjnego języka ruchu GaGa, który przez swoją inwencję zrewolucjonizował metodę szkolenia tancerzy Batsheva Dance Company, przeradzając się następnie w światowy system kształcenia w dziedzinie praktyki ruchu.
O współpracę z Ohadem Naharinem zabiegają najwybitniejsze zespoły na całym świecie. Jego choreografie mają w swoim repertuarze m.in.: Nerderlands Dans Theater, Frankfurt Ballet, Ballet de l’Opera National de Lyon, Compañía Nacional de Danza, Cullberg Ballet, Ballet du Grand Theatre de Geneve, Finnish National Ballet, Ballet de l’Opera de Paris, Balé da Cidade de São Paulo, Cedar Lake Contemporary Ballet, Hubbard Street Dance Chicago i Les Grand Ballets Canadiens de Montréal.
W 2010 Naharin zrealizował choreografię dla zespołu Polskiego Teatru Tańca w Poznaniu. Spektakl pt. Minus 2 miał premierę 26 listopada 2010 w Poznaniu.
W 2015 powstał film Mr. Gaga w reżyserii Tomera Heymanna, opowiadający o życiu choreografa i powstania języka ruchu GaGa.

## Nagrody
- 1997 − Ordre des Arts et des Lettres
- 2005 − Israel Prize w kategorii tańca
- 2009 − tytuł Doctor honoris causa Uniwersytetu Hebrajskiego w Jerozolimie
- 2009 − Nagroda Samuel H. Scripps American Dance Festival za życiowe osiągnięcia